# سد برادلندز
سد برادلندز (به لاتین: Broadlands Dam) یک سد و نیروگاه برقابی در سری‌لانکا است که در Kitulgala واقع شده‌است.